# Cihlový most (Mikulov)
Cihlový most k bývalému ostrovu Portz je barokní obloukový most pocházející ze 17. století na území města Mikulov v okrese Břeclav v České republice. Nachází se v blízkosti hranice s Rakouskem. Po rozsáhlé rekonstrukci byl most v roce 2020 znovu obnoven.

## Popis
Cihlový most je dlouhý 95 metrů a vede z jihu přes Rybniční potok na bývalý ostrov Portz. Most je od roku 1995 spolu se zámečkem Portz chráněn jako kulturní památka.

## Historie
V roce 1629 nechal opevnit majitel panství Mikulov a Steinebrunn, František z Ditrichštejna, ostrov na rybníce Leh, který se nacházel na hranici Markrabství moravského a Arciknížectví Rakouského pod Enží. Na moravské straně ostrova nechal poté postavit zámeček Insel, později nazývaný lovecký zámeček Portz. V letech 1630 byl jako jediný příjezd k zámečku postaven reprezentativní most přes rybník nedaleko cesty z Drasenhofenu do Sedleckého mlýna poblíž Sedlece. Cihlový most byl původně umístěn zcela na území Dolního Rakouska.
V roce 1826 byl celý rybník Portz včetně ostrova přidělen moravskému panství Mikulov na základě smlouvy mezi pány Mikulova a Steinebrunnu. Cihlový most se tak stal hraničním mostem, který vedl od území Steinebrunnu na moravský ostrov. Kolem roku 1855 byl rybník Portz vypuštěn, vysušen a pozemky rozparcelovány. V roce 1872 při stavbě železniční tratě Břeclav – Mikulov – Hrušovany nad Jeviškou, která byla vedena po přehradě nad rybníkem a ostrovem, byl cihlový most odříznut od zámečku Portz a ztratil veškerý význam. Saintgermainskou smlouvou podepsanou v roce 1920 připadlo severovýchodní území Steinebrunnu nově založenému Československu a bylo přiděleno obci Sedlec.
Začátkem 50. let 20. stol. byl bývalý rybník Portz přehrazen až k železničnímu náspu a dostal název Nový rybník. Část rybníka s cihlovým mostem nacházejícího se jižně od železnice byla od roku 1949 v nepřístupném pohraničním prostoru. Most byl časem zatopen a pohlcen bahnem a dřevinami. Po pádu železné opony v roce 1989 byl cihlový most opět přístupný veřejnosti. V té době byl viditelný pouze jeden oblouk, kterým protékal Rybniční potok.

## Obnova
Na projektu obnovy mostu spolupracovali město Mikulov, obec Sedlec a obec Drasenhofen. Celkové náklady projektu byly 35 mil. Kč, přičemž 90 % bylo financováno z Evropského fondu pro regionální rozvoj prostřednictvím programu Interreg V-A Rakousko - Česká republika 2014-2020. Stavební práce, které realizovala Stavební firma PLUS, s.r.o. na základě projektové dokumentace firmy FIRAST s.r.o., byly zahájeny v březnu 2019 a dokončeny v červnu 2020. V červenci 2020 byl most s naučnou stezkou Portz Insel zpřístupněn veřejnosti. Rekonstrukce cihlového mostu u letohrádku Portz u Mikulova získala hlavní cenu v soutěži Památka roku 2020 v kategorii nad 2 mil. Kč. Cenu výhercům v úterý 22. června 2021 v panteonu Národního muzea předali zástupci pořádajícího Sdružení historických sídel Čech, Moravy a Slezska.

## Turistika a cykloturistika
Přes most přechází  Naučná stezka Portz Insel (6 km) s 6 informačními tabulemi, které se věnují historii mostu a lokality Portz Insel, obnově mostu a místní přírodě . 5 tabulí se nachází v okolí mostu a 6. tabule za hraničním přechodem Sedlec – Drasenhofen.
Most se nachází asi 300 m od asfaltové cyklostezky Mikulov – Sedlec – Úvaly, po které vedou víceré cyklotrasy:
- Stezka Železné opony (Barentsovo – Černé moře)
- Jantarová cesta (Od Baltu k Jadranu)
- Greenways Praha–Vídeň
- 41 (Nový Přerov – Mikulov – Břeclav)
- 411 (Sedlec – Valtice – Hraniční přechod Poštorná – Reintal)
- Mikulovská vinařská stezka (Mikulov – Novosedly – Pasohlávky – Lednice – Valtice – Mikulov)
- Valtická (Hlohovec, Hraniční zámeček – Sedlec – Valtice – Valtice, Boří dvůr)

## Galerie

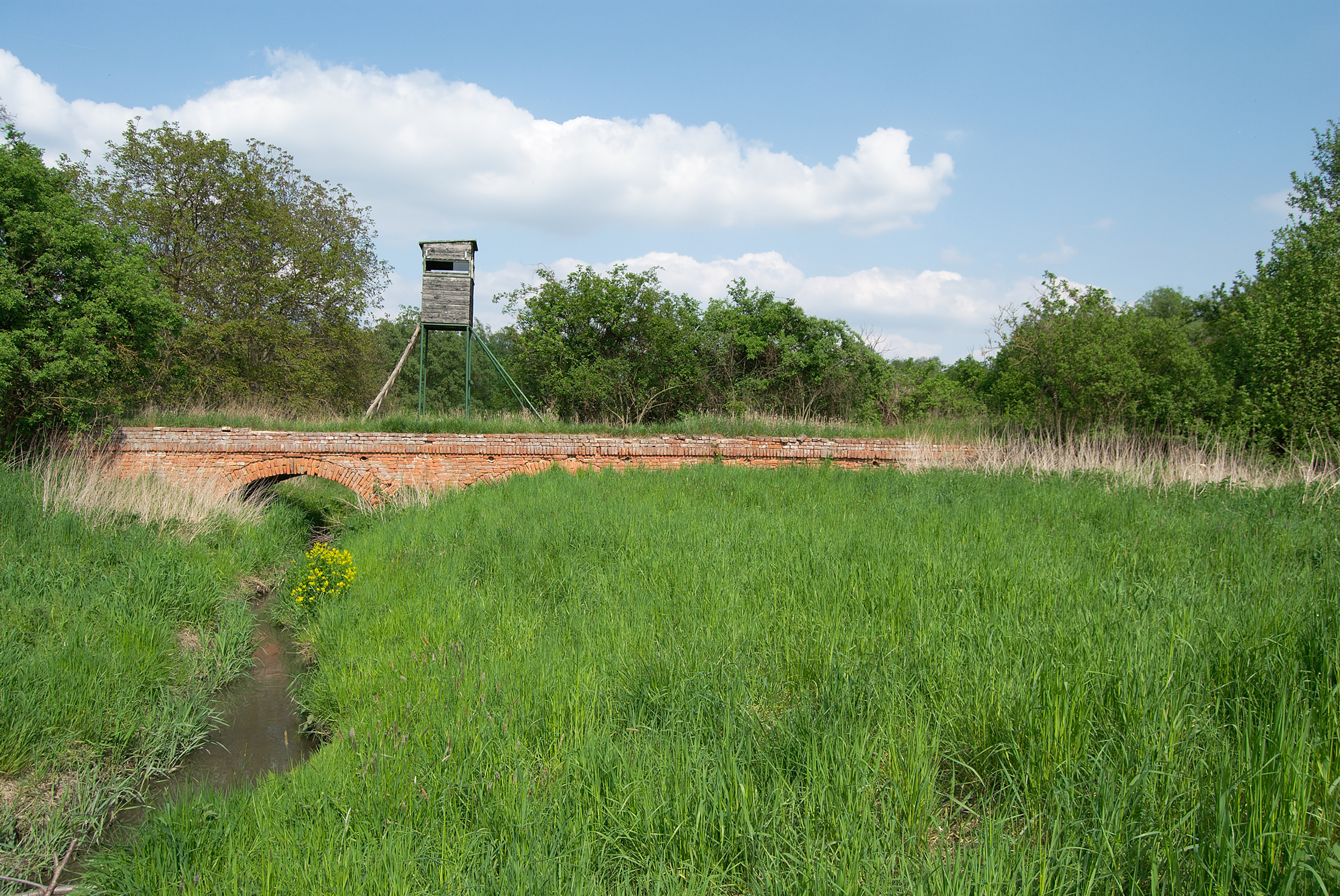
most s Rybničním potokem, 2014
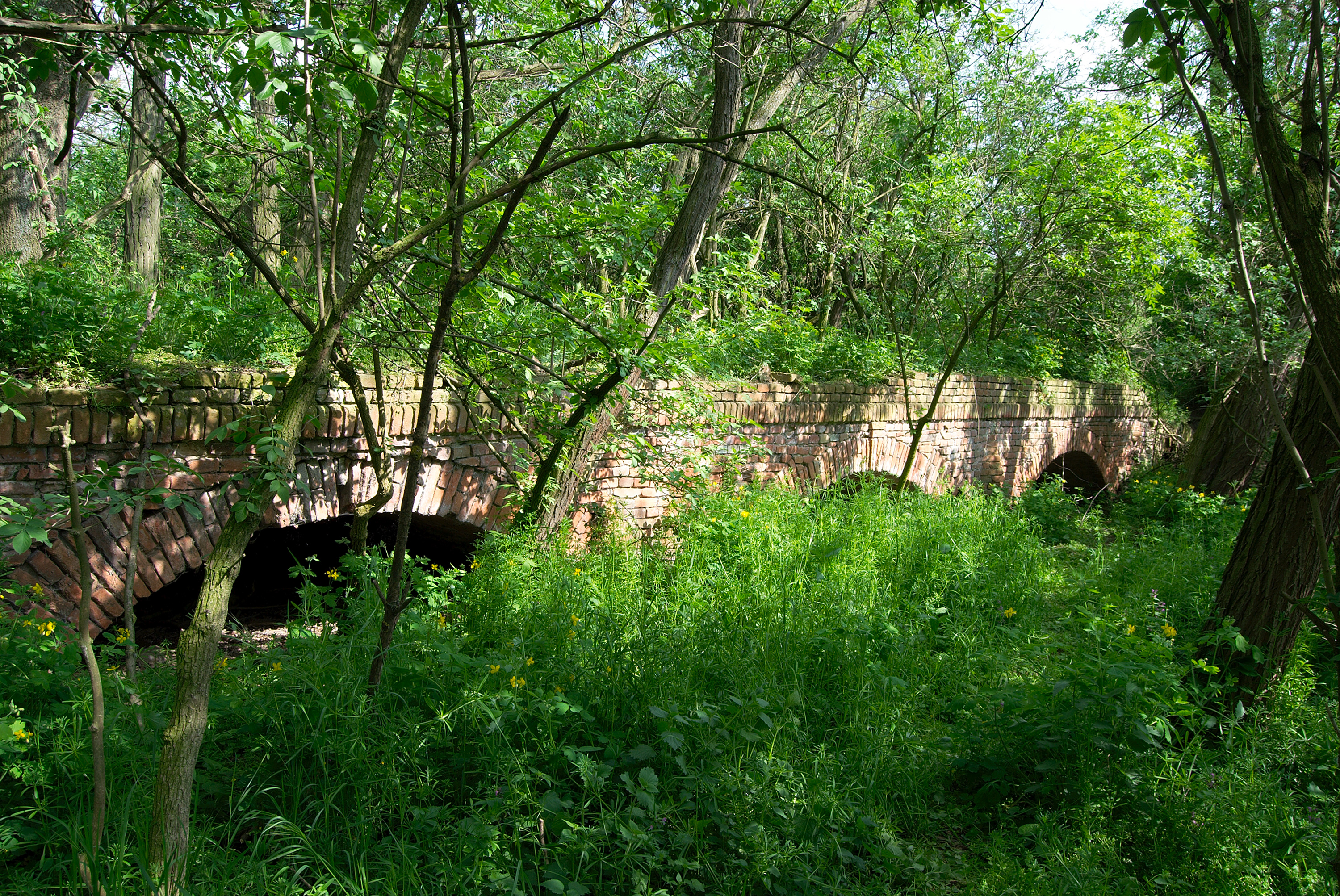
stav mostu v roce 2014
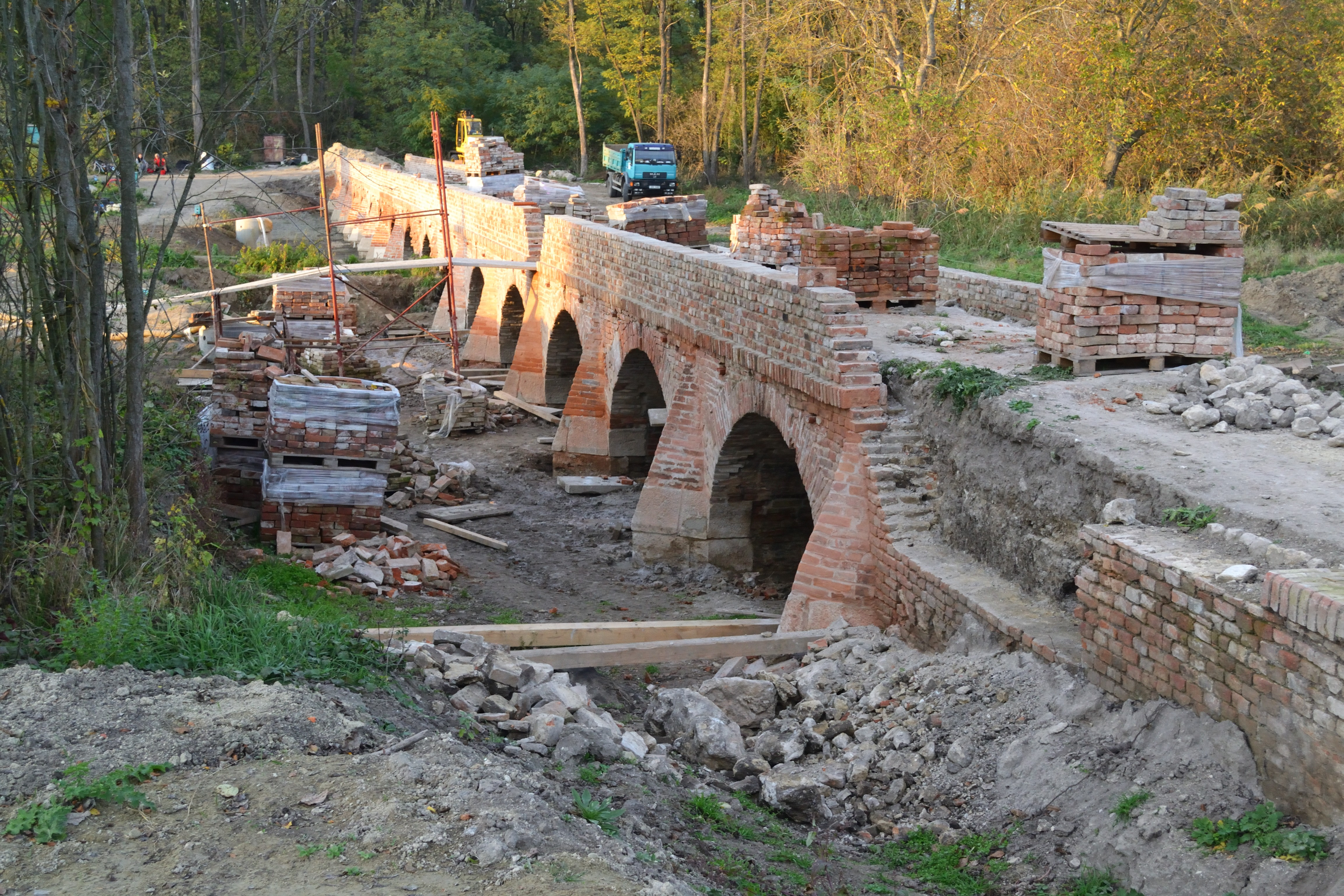
rekonstrukce mostu 2019
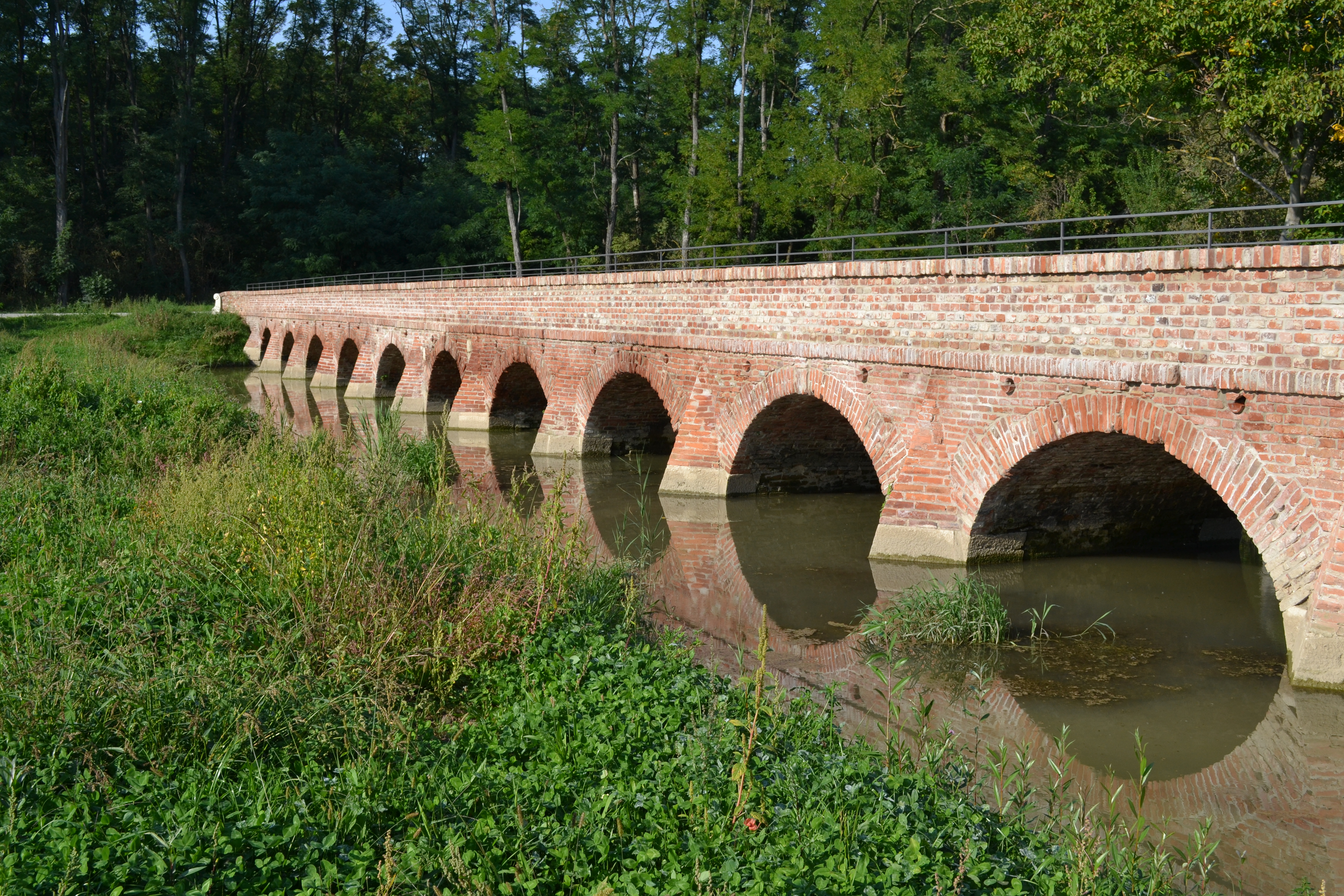
západní strana, 2020
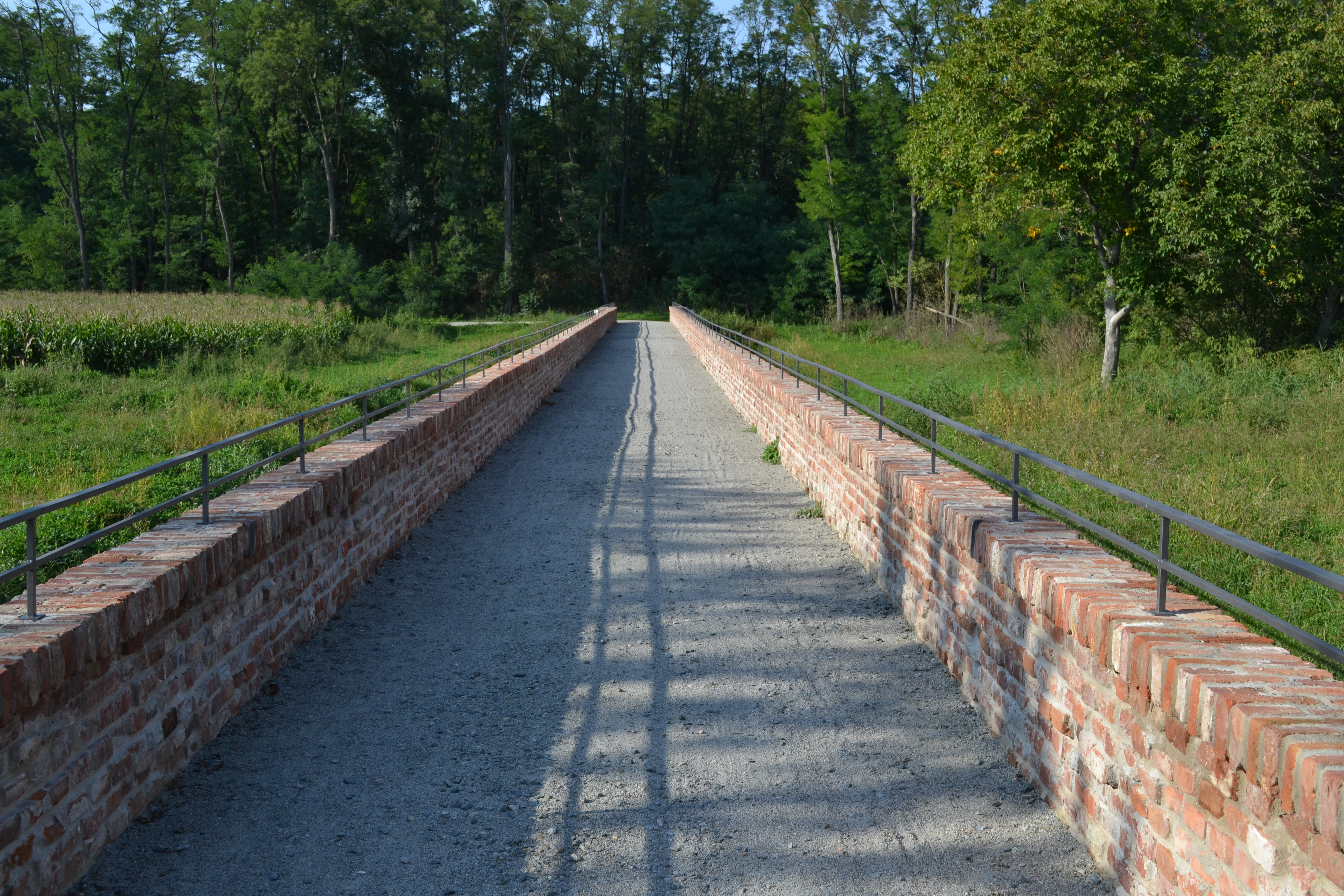
mostovka
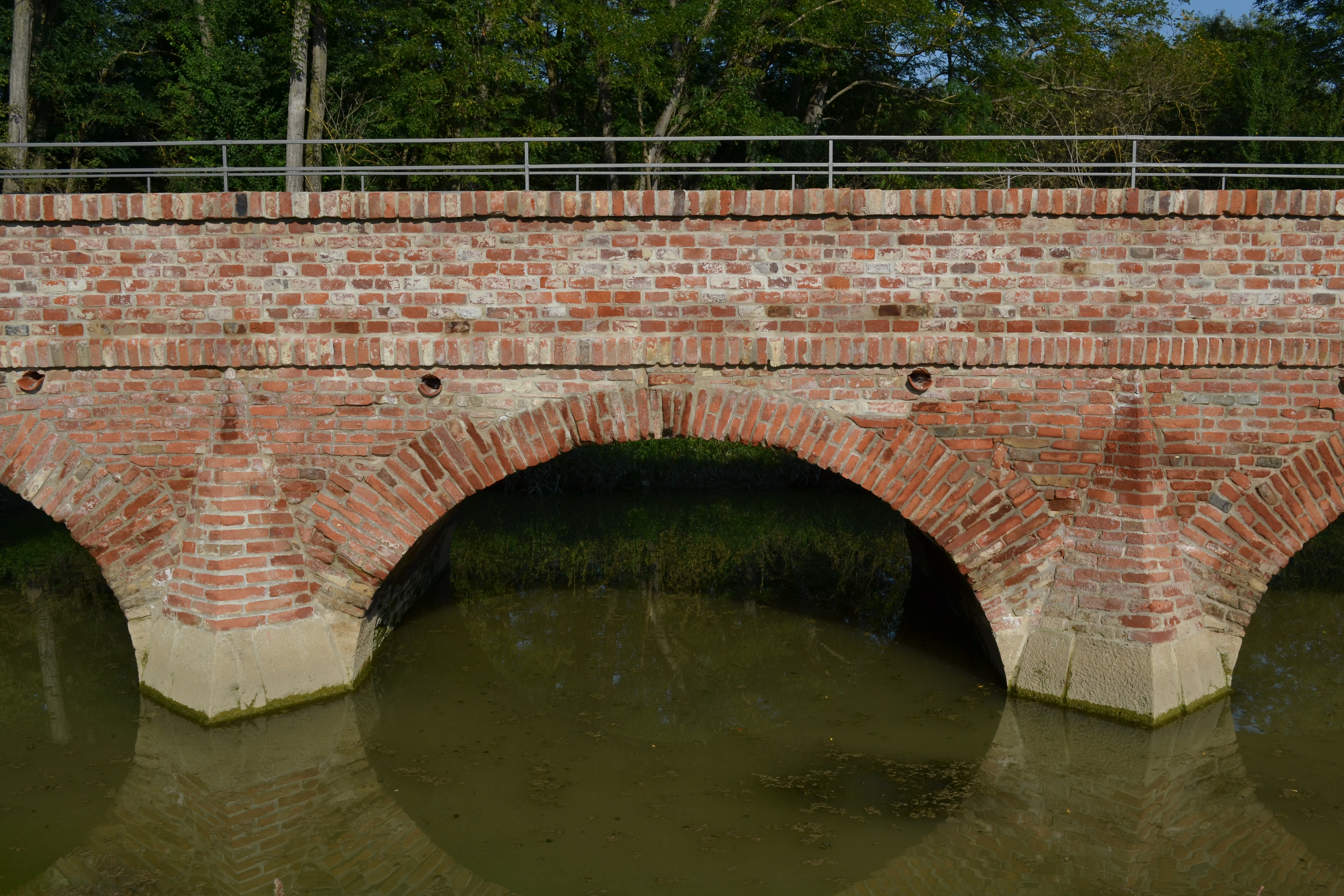
oblouk
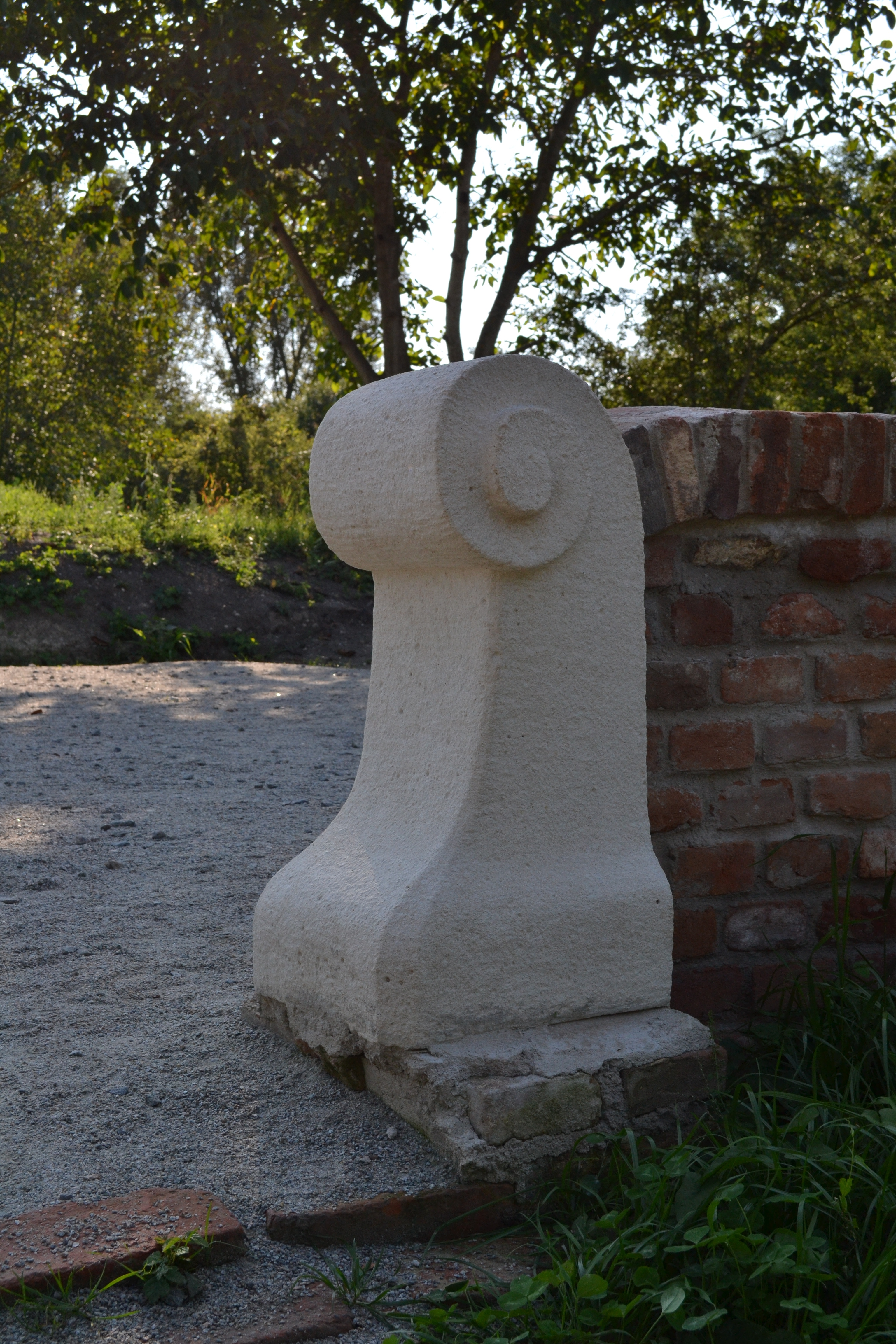
kamenný nákolník
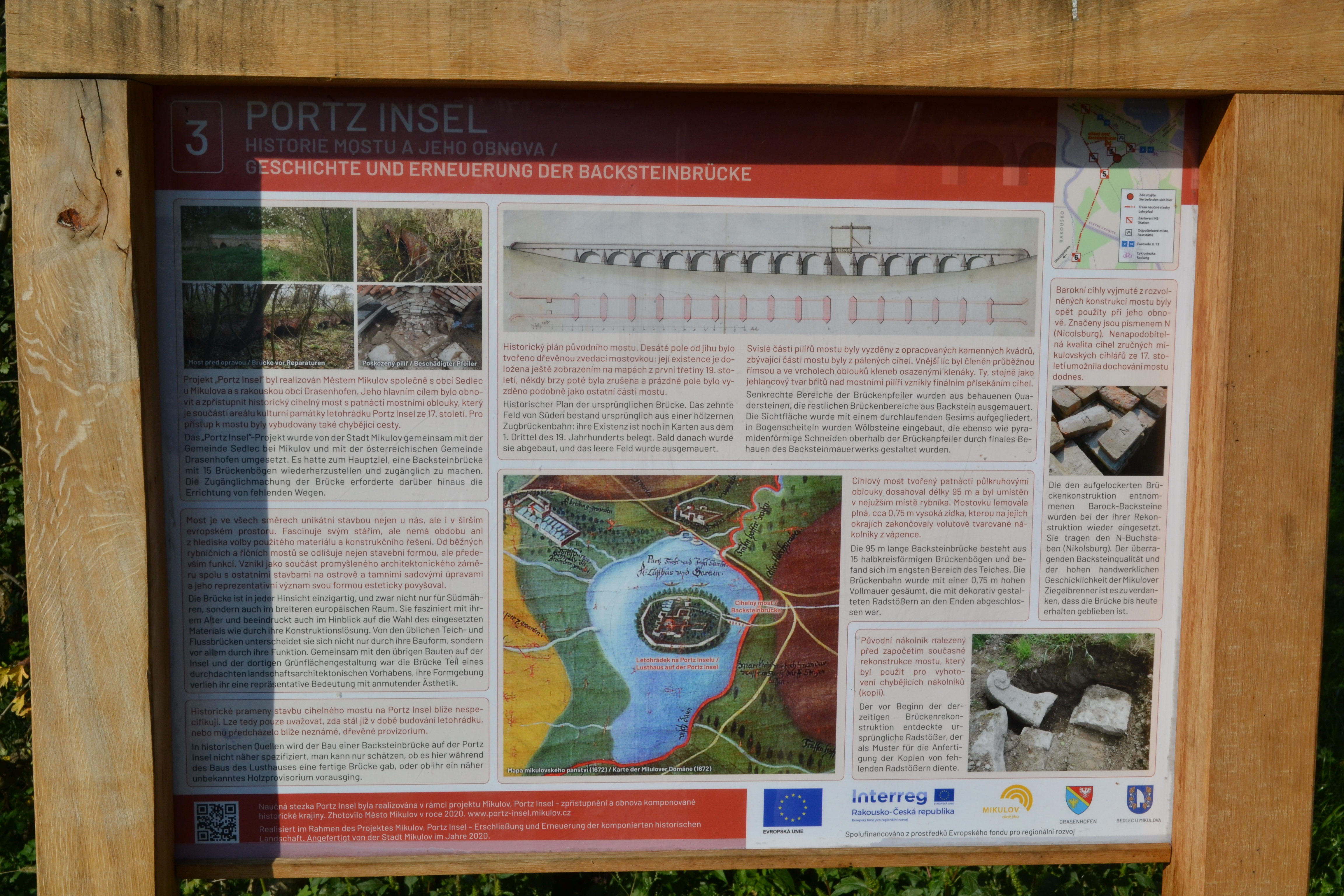
infotabule